# Guamkrähe
Die Guamkrähe (Corvus kubaryi) ist eine Singvogelart aus der Familie der Rabenvögel (Corvidae). Sie ist mit 38 bis 40 Zentimetern Körperlänge eine der kleineren Arten der Raben und Krähen (Corvus). Ihr Verbreitungsgebiet beschränkt sich auf die Marianeninseln Guam und Rota. Der Lebensraum der Guamkrähe besteht vorwiegend aus Wäldern auf Kalksteinböden, sie nutzt aber auch anthropogene Habitate. Sie ernährt sich omnivor von Gliederfüßern, Früchten, Knospen und kleinen Wirbeltieren. Guamkrähen bewegen sich in Familienverbänden von drei bis fünf Individuen, seltener in kleinen Schwärmen. Ihre Hauptbrutzeit fällt mit dem Ende der Trockenzeit von August bis Februar zusammen, es kann aber das ganze Jahr zu Bruten kommen. Das Nest wird im Gestrüpp oder in Baumkronen gebaut; das Gelege besteht aus meist zwei bis drei Eiern, die ausschließlich vom Weibchen bebrütet werden.
Die gültige Erstbeschreibung der Guamkrähe durch Anton Reichenow stammt aus dem Jahr 1885. Ihre nächste Verwandte ist die Dickschnabelkrähe (C. macrorhynchos). Der Bestand der Guamkrähe geht seit der zweiten Hälfte des 20. Jahrhunderts stark zurück. Als Ursache gilt neben der Einführung der Braunen Nachtbaumnatter (Boiga irregularis) und anderer Neozoen auf den Marianen das Verschwinden von Primärwald auf den Inseln. Auf Guam lebt maximal noch eine einstellige Zahl von Vögeln, Rota beherbergt noch etwa 50 bis 250 Individuen. BirdLife International stuft die Bestandssituation der Art deshalb als Critically Endangered („vom Aussterben bedroht“) ein. Als Schutzmaßnahmen für die Guamkrähe werden vor allem Umsiedlungen von Rota nach Guam diskutiert, Schutzvorrichtungen gegen Fressfeinde errichtet und die Wiederherstellung von Primärwald anvisiert.

## Merkmale

### Körperbau und Farbgebung
Die Guamkrähe ist ein kleiner Vertreter der Raben und Krähen (Corvus) mit rund 38–40 cm Körperlänge. Sie besitzt relativ feines, lockeres Gefieder, was ihr ein leicht unordentliches Erscheinungsbild verleiht. Dieser Eindruck verstärkt sich in der Zeit der Mauser von Mai bis September, wenn Federn nach und nach ausfallen. Der Schnabel der Art ist relativ lang, gerade und vor allem an der Spitze sehr schmal. Die für Rabenvögel typischen Nasalborsten sind bei der Guamkrähe relativ kurz, bedecken aber die Nasenlöcher und die Schnabelbasis. Zwischen den beiden Geschlechtern besteht ein leichter Dimorphismus hinsichtlich der Größe, Männchen werden im Durchschnitt etwas größer als Weibchen. Das Gewicht männlicher Guamkrähen beträgt 231–270 g. Ihre Flügellänge beträgt 229–244 mm, die Länge des Schwanzes liegt zwischen 158 und 170 mm. Der männliche Schnabel wird 51–57 mm, der männliche Laufknochen 49–52 mm lang. Die 205–260 g schweren Weibchen fallen mit 222–242 mm Flügellänge und 143–166 mm Schwanzlänge nur leicht hinter männliche Guamkrähen zurück. Auch die Maße von Schnabel und Laufknochen sind mit 47–53 mm beziehungsweise 46–54 mm für gewöhnlich nur geringfügig unter den männlichen.
Das Gefieder der Guamkrähe ist kohlschwarz, wobei Weibchen etwas bräunlicher sind als Männchen. Die Federbasen sind gräulich, im Nackenbereich werden sie fast weiß, was das Gefieder etwas schmutzig erscheinen lässt. Auf dem Kopf und dem Rücken zeichnet sich ein schwacher, irisierender grüner Schimmer ab, wohingegen der Schwanz bläulich schimmert. Die Bauchseite ist fast glanzlos schwarz mit einem fast unmerklichen Grünschimmer. Beine und Schnabel sind schwarz gefärbt. Die Iris der Guamkrähe ist dunkelbraun. Jungvögel unterscheiden sich nur unwesentlich von adulten. Ihr Gefieder ist insgesamt matter und ihre Schwanz- und Flügelfedern tendieren stärker ins Braune.

### Flugbild und Fortbewegung
Im Flug zeichnet sich die Guamkrähe durch relativ kurze, breite Flügel und ihren leicht gerundeten Schwanz aus. Bisweilen zeigt sie ein an Spechte erinnerndes Flugmuster, in dem sich Phasen raschen Flügelschlages durch Gleitflug mit angelegten Flügeln abwechseln; der Flugverlauf wird dadurch wellenförmig. Im schnellen Streckenflug nutzen Guamkrähen die für die Gattung Corvus typischen, kräftigen und gleichmäßigen Flügelschläge.

### Lautäußerungen
Die Lautäußerungen der Guamkrähe gelten als wenig erforscht. Altvögel kommunizieren mit einem hohen, krächzenden kah oder hii. Beide Rufe werden häufig in ein- bis dreisilbigen Serien geäußert. Gelegentlich zieht sie die Guamkrähe stärker in die Länge und intoniert sie sehr nasal, eine Variante, die vor allem in der Kommunikation zwischen Brutpartnern genutzt wird. Möglicherweise erfüllen diese Monologe eine ähnliche Funktion wie der Subsong anderer Krähenarten. Eine schnelle Folge hintereinander ausgestoßener kah-Rufe dient als akustischer Alarm. Individuen, zwischen denen eine starke soziale Bindung besteht, lassen im Kontakt miteinander häufig komplexe Rufserien in unterschiedlicher Lautstärke vernehmen. Sie können äußerst leise, aber auch sehr laut ausfallen und bestehen aus vielen verschiedenen Silben. Die Rufe von Jungvögeln ähneln denen von adulten Individuen, sind aber kürzer. Ihr Bettelruf ist ein aaa, das in der Tonhöhe ansteigt und bis zur Fütterung an Intensität zunimmt.

## Verbreitung
Guamkrähen sind Standvögel und kommen lediglich auf den Marianeninseln Guam und Rota vor. Es ist möglich, dass das Verbreitungsgebiet der Art früher einmal auch den Rest der Marianen oder andere Teile Mikronesiens umfasste. Die genetische Vielfalt war in der Population auf Rota geringer als in der auf Guam. Das deutet darauf hin, dass Rota von der südlichen Nachbarinsel aus besiedelt wurde. Da Rotas Vegetation und Fauna stark unter den Kämpfen im Pazifikkrieg litt, kann die geringe Diversität aber auch daher rühren, dass nur eine geringe Restpopulation den Krieg überlebte. Eine hohe Übereinstimmung in der DNA der beiden Inselpopulationen in einer Studie aus den 1990er Jahren lässt jedenfalls darauf schließen, dass die Besiedlung Rotas vor relativ kurzer Zeit (50–100 Generationen, Stand 1999) erfolgt sein muss.
Rota wird von der Guamkrähe fast zur Gänze besiedelt. Sie fehlt dort wahrscheinlich nur auf der Halbinsel Taipingot im Südwesten und den waldfreien Gebieten im äußeren Nordwesten, rund um den Flughafen und Sinapalo sowie am Südhang des Mount Manira. Auf Guam schrumpfte das Areal der Art im 20. Jahrhundert stark zusammen. Zunächst zog sie sich aus dem Süden der Insel, später dann auch aus ihrem Inneren zurück und in den frühen 1970ern war sie bereits nur noch auf dem Nordplateau Guams zu finden. In den folgenden Jahrzehnten setzte sich diese Entwicklung weiter fort, die Art wich weiter in den unzugänglichen, zerklüfteten Nordwesten zurück. Mittlerweile ist die Guamkrähe nur noch im äußersten Norden rund um die Andersen Air Force Base anzutreffen. Da der rein männliche Bestand dort nicht mehr fortpflanzungsfähig ist, ist die Population auf Guam de facto erloschen.

## Lebensraum
Das ursprüngliche Habitat der Guamkrähe ist die primäre Waldvegetation der Kalkformationen Guams und Rotas. Diese Wälder bestehen vor allem aus Feigen (Ficus spp.) und Ganiterbäumen (Elaeocarpus spp.). Für die Nahrungssuche nutzen die Tiere aber auch die seit der Erstbesiedlung der Marianen durch die Chamorro (etwa 4000 BP) entstandenen sekundären Kalksteinwälder und das durch Rodung entstandene Parkland der Inseln. Auch in den in der Neuzeit errichteten Kokos- und Schraubenbaumplantagen sind sie anzutreffen. Der Vorzug der Vögel gilt dem Primärwald, unter den Habitatformen Guams und Rotas meiden sie wahrscheinlich nur die offene Savanne. Während der Nahrungssuche bewegen sie sich vornehmlich im Kronen- und Unterholzbereich, seltener begeben sie sich auf den Erdboden hinab. Für die Brut ist die Art offenbar an den zurückgehenden Primärwald gebunden. Das Bruthabitat liegt in der Regel in einiger Distanz zu Straßen und ähnlichen Waldeinschnitten und weist die einheimischen Baumarten Eugenia reinwardtiana, Neisosperma oppositifolia, Intsia bijuga oder Guettarda speciosa auf.

## Lebensweise

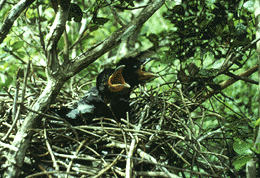
Ein Nest mit zwei Guamkrähenküken

### Ernährung
Das Nahrungsspektrum der Guamkrähe ist vielseitig. Sie frisst sowohl tierische Nahrung als auch Pflanzenmaterial. Erstere besteht aus Gliederfüßern wie Springschrecken, Krabben, Schmetterlingsraupen oder holzbewohnenden Insekten sowie aus kleinen Wirbeltieren, vor allem Eidechsen, aber auch Ratten, Schlangen und Vogeleiern. Die pflanzliche Nahrung der Art setzt sich unter anderem aus den Früchten von Cestrum diurnum und Premna obtusifolia, Feigen, den Kapselfrüchten des Lindenblättrigen Eibischs (Talipariti tiliaceum) sowie den Steinfrüchten von Schraubenbäumen (Pandanus spp.) zusammen. Daneben frisst die Guamkrähe auch Samen und Knospen verschiedener Pflanzenarten, anders als früher angenommen aber offenbar keine Blätter oder Rinde.
Das Verhalten von Guamkrähen, lose Rinde mit Schnabel und Füßen bearbeiten, ist darauf zurückzuführen, dass sie – ähnlich wie Spechte – Larven und andere Holzbewohner unter der Rinde hervorzuholen versuchen. Ähnliches gilt für Eier und Larven von Insekten, die sich in Blättern entwickeln. Wirbeltiere werden meist aus Spalten und Baumlöchern geholt. Das auf den karstigen Böden Guams und Rotas knappe Wasser beziehen die Vögel unter anderem aus Schraubenbaumblättern, in denen sich der Regen sammelt. Den Großteil der tierischen Nahrung nehmen Guamkrähen im niedrigen Kronenbereich (etwa in 5 m Höhe) auf, wo sie Wirbellose von den Blättern auflesen. Den Erdboden meiden die Tiere im offenen Gelände, im Wald sind sie dort jedoch äußerst aktiv und wirbeln energisch Laub auf, um darunter nach Nahrung zu suchen. Die meisten Studien und Beobachtungen zur Ernährung der Guamkrähe fanden während der Brutsaison statt; das Nahrungsspektrum und die Ernährungsweise im Rest des Jahres ist nur unzureichend erforscht.

### Sozial- und Territorialverhalten

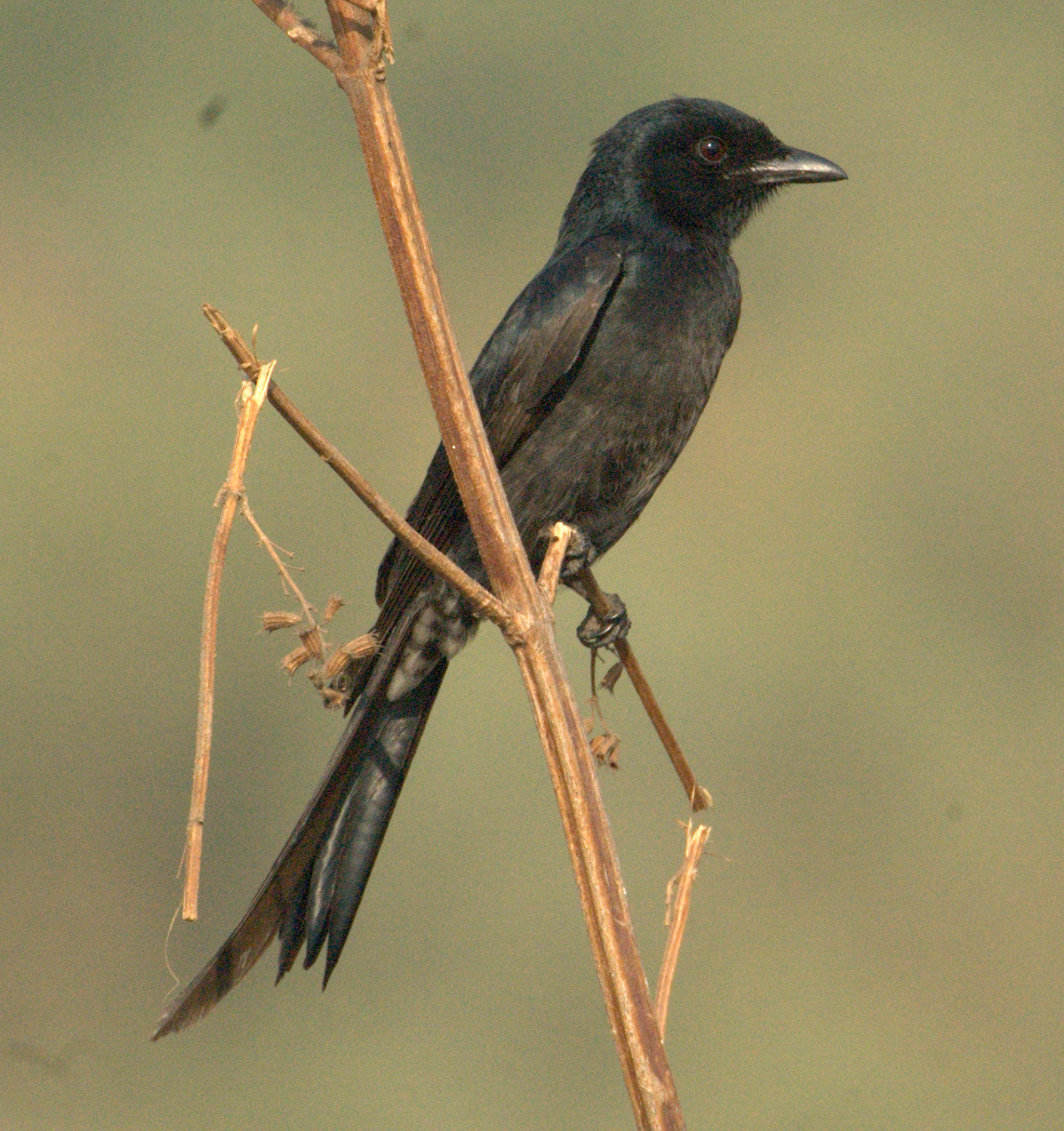
Ein Königsdrongo (Dicrurus macrocerus). Diese auf den Marianen eingebürgerte Art hasst aggressiv auf Guamkrähen und steht in Nistplatzkonkurrenz zu ihnen.

Guamkrähen gelten als moderat gesellige Vögel. Anders als einige andere Krähenarten brüten sie nicht kollektiv, sondern verteidigen ganzjährig das Territorium rund um das Nest. Auf Rota haben diese Territorien eine Größe von 12–37 ha. Brutpartner pflegen sich gegenseitig das Gefieder, auch Gefiederpflege zwischen Eltern und Nestlingen wurde beobachtet. Für gewöhnlich bewegen sich die Tiere in kleinen Familienverbänden von drei bis fünf Individuen. Seltener wurden einzelne Individuen oder Schwärme von bis zu 15 Guamkrähen beobachtet. In früheren Jahrzehnten gab es auf Guam Berichte über Schlafplätze, an denen 25–66 Tiere gemeinsam nächtigten. Guamkrähen wurden dabei beobachtet, wie sie Marianen-Fruchttauben (Ptilinopus roseicapilla) verfolgten; ihrerseits werden sie häufig von Karolinenstaren (Aplonis opaca), Zimtkopfliesten (Todiramphus cinnamominus) und besonders aggressiv von Königsdrongos (Dicrurus macrocerus) gehasst.

### Fortpflanzung und Brut
Die Brutzeit der Guamkrähe fällt meist in die Trockenzeit zwischen August und Februar, es kann aber auch abseits davon zu einer Brut kommen. Auf Rota beginnt der Nestbau frühestens im Juli, die letzten Jungen fliegen dort für gewöhnlich im Mai aus. Auf Guam hatte sich die Brutsaison zuletzt verkürzt (Oktober bis Mitte April), möglicherweise als Reaktion auf Braune Nachtbaumnattern (Boiga irregularis), die dort die Gelege fraßen. Das Nest wird von Weibchen und Männchen gemeinsam gebaut und meist 4–10 m hoch im Unterholz oder in Baumkronen platziert. Auf Guam befanden sich die Nester meist im Außenbereich der Kronen, während sie auf Rota vermehrt im Kroneninneren kleinerer, dicht umstandener Bäume errichtet werden. Diese Unterschiede resultieren wahrscheinlich aus unterschiedlichen Ansprüchen an die Nestsicherheit auf den beiden Inseln. Während auf Guam die Hauptgefahr für Gelege von der Braunen Nachtbaumnatter ausgeht, weicht die Guamkrähe auf der Nachbarinsel womöglich dem Konkurrenzdruck durch Königsdrongos aus. Der Nestbau nimmt etwa sieben Tage in Anspruch. Zunächst wird eine Plattform aus Banagozweigen (Jasminum marianum) errichtet, die dann mit einer Zwischenschicht aus Feigenästchen, Wurzeln und Blattfasern drapiert wird. Dann wird das Nest innenseitig mit feinen Pflanzenfasern ausgekleidet, die auf Guam zumeist vom Indischen Peitschenblatt (Flagellaria gigantea) stammen. Das fertige Nest ist unförmig und hat einen Durchmesser von 24–53 cm. Seine Wände sind rund 15 cm stark.
Ein Guamkrähengelege besteht meist aus 1–4, im Mittel 2,3 Eiern, die überwiegend vom Weibchen ausgebrütet werden. Sie sind hellblau, braun gesprenkelt und etwa 30–35 × 20–25 mm groß. Bis zum Schlüpfen des Nachwuchses vergehen 21–23 Tage. Die Jungen werden von beiden Eltern gefüttert, bevor sie nach 36–39 Tagen ausfliegen. Auch danach bleiben sie noch relativ lange von den Eltern abhängig und werden weitere 99–537 Tage lang von ihnen gefüttert. Erst nachdem der Nachwuchs Unabhängigkeit erlangt hat, beginnen die Eltern erneut zu brüten. Der Bruterfolg der Art ist offenbar gering: Die meisten Nester enthalten nur ein einziges Küken und nur etwa 50 % aller Nestlinge werden flügge. Im Falle des Scheiterns eines Geleges beginnen Guamkrähen umgehend mit einer Ersatzbrut; einige Brutpaare bringen es so auf sieben Brutversuche pro Jahr. Wahrscheinlich ist dieses Verhalten und die relativ kurze Brutzeit dadurch bedingt, dass die Marianen regelmäßig von Taifunen verwüstet werden, die mitunter ganze Inseln entlauben können.

## Fressfeinde, Krankheiten und andere Mortalitätsursachen
Als einer der größten Vögel der Marianen hatte die Guamkrähe vor der menschlichen Besiedlung der Marianen wohl keine Fressfeinde. Erst die Chamorro führten mit der Asiatischen Hausratte (Rattus tanezumi) und dem Pazifikwaran (Varanus indicus) Tierarten ein, die den Krähen und ihren Nestern gefährlich werden konnten. Im Zuge der europäischen Kolonisierung der Marianen folgten Hauskatzen (Felis silvestris). In den 1960er Jahren kam mit der Braunen Nachtbaumnatter auf Guam ein weiterer Fressfeind hinzu, der vor allem Nestlinge und Eier frisst und auch für andere Arten unzugängliche Nester erreicht. Todesfälle durch Pestizide und Abschüsse, wie sie bis in die 1980er vorkamen, sind aus der jüngeren Zeit nicht mehr bekannt. Auch Krankheiten gelten unter Guamkrähen nicht als bedeutende Mortalitätsursache. Von Zeit zu Zeit führen allerdings Taifune zu vermehrten Sterbefällen. Die Tiere sind Wirte der Mallophagenarten Myrsidea bakeri sowie Rallicola insulana, deren Gattung ansonsten nur Rallen (Rallidae spp.) befällt. Kenntnisse über die Lebensspanne von Guamkrähen gibt es nur wenige. Die Überlebenschance im ersten Lebensjahr lag in einer Studie von 2010 bei rund 40 %, gegen Anfang der 1990er Jahre betrug sie noch rund 70 %. Adulte Vögel hatten Überlebensraten von 82 %, was gegenüber 1990 einen Rückgang um vier Prozentpunkte darstellt.

## Systematik und Entwicklungsgeschichte
Die Guamkrähe wurde im Jahr 1858 das erste Mal wissenschaftlich als „Corvus solitarius“ beschrieben. Da Heinrich von Kittlitz, der Autor dieser Erstbeschreibung, aber keine äußerliche Beschreibung vorlegte, hat sie keine Gültigkeit. „Corvus solitarius“ ist nicht nur ein Nomen nudum, bereits 1858 war der Name schon durch Paul von Württembergs ungültige Beschreibung der Palmkrähe (Corvus palmarum) von 1852 nicht mehr verfügbar. Als gültige Beschreibung gilt deshalb Anton Reichenows mündlicher Bericht über die Guamkrähe, den er 1885 auf einer Sitzung der Allgemeinen Deutschen Ornithologischen Gesellschaft zu Protokoll gab. Sein Holotyp stammte von Johann Stanislaus Kubary, der angab, ihn auf den Palauinseln geschossen zu haben, und den Reichenow im Artnamen Corvus kubaryi ehrte. Tatsächlich stammte der Vogel aber wohl vom nahe gelegenen Guam.
Die Verwandtschaftsbeziehungen der Art innerhalb ihrer Gattung waren lange unklar. Als einzigen Vertreter der Raben und Krähen (Corvus) in Mikronesien trennen die Guamkrähe mehrere Hundert Kilometer von ihren nächsten Gattungsgenossen. Molekulargenetische Untersuchungen der Gattung Corvus ordnen sie als die Schwesterart der Dickschnabelkrähe (C. macrorhynchos) unter Ausschluss von Corvus (macrorhynchos) philippinus ein. Die letztere bildet dort die Schwesterklade von Guam- und Dickschnabelkrähe. Beide gingen der Molekularen Uhr zufolge im späten Pliozän (vor etwa 2,5 mya) aus einem gemeinsamen Vorfahren hervor, der von Südostasien kommend die Marianen besiedelte. Zwischen den Populationen auf Guam und Rota besteht keine große genetische Varianz. Untersuchungen der jeweiligen mtDNA-Haplotypen fanden nur in zwei Nukleotiden der sequenzierten Abschnitte signifikante Unterschiede zwischen den Vorkommen, was keine ausreichende Grundlage für eine taxonomische Unterscheidung bietet.

## Bestand und Status
Der Bestand der Guamkrähe ist sowohl auf Rota als auch auf Guam stark rückläufig. Während die Art in den 1950ern auf Guam noch als Landwirtschaftsplage galt, ging ihre Population nach der Ankunft der Braunen Nachtbaumnatter rapide zurück. 1981 betrug der lokale Bestand noch rund 350 Vögel, 1999 war er bereits auf sieben gefallen. Als Reaktion darauf wurden 2001 einige ausgewachsene Tiere von Rota nach Guam umgesiedelt, was das Aussterben der Art im Jahre 2003 dort aber nicht verhindern konnte. 2006 wurden abermals zehn Guamkrähen von Rota umgesiedelt. Von diesen sind maximal noch zwei Männchen am Leben. Die letzte Sichtung stammt aus dem Jahr 2011. Die Art ist auf Guam womöglich bereits wieder ausgestorben. Auf Rota halten sich die Bestände in Abwesenheit der Nachtbaumnatter besser, gehen aber ebenfalls zurück. 1982 wurde der dortige Bestand auf etwa 1300 Individuen geschätzt, 2008 lag er vermutlich bei 75–374. Einige wenige Vögel werden in Gefangenschaft gehalten. Seit 1996 ging der Gesamtbestand wahrscheinlich um 80 % zurück. Als Ursachen für den Bestandsschwund gelten neben der Braunen Nachtbaumnatter die Nistplatzkonkurrenz durch den Königsdrongo, der fortschreitende Rückgang des Primärwaldes auf Guam und Rota sowie auf Rota die Zerstörung von Gelegen durch den Pazifikwaran. Gerade auf Rota zeichnet sich aber kein eindeutiges Bild von den Ursachen, die Zusammenhänge gelten als unzureichend erforscht.
Nach der Hawaiikrähe (Corvus hawaiiensis) gilt die Guamkrähe damit als eine der am stärksten bedrohten Rabenvogelarten überhaupt. BirdLife International klassifiziert den Bestand als critically endangered (vom Aussterben bedroht) und geht davon aus, dass die Art bei fortschreitender Entwicklung in spätestens 75 Jahren aus der freien Wildbahn verschwunden sein wird. Die Kosten für eine erfolgreiche Wiederansiedlung der Art auf Guam und langfristige Maßnahmen gegen den Populationsrückgang werden auf über 600 Millionen US-Dollar geschätzt. Konkrete Maßnahmen umfassen dabei die Erforschung der Ursachen für den Bestandsschwund, die Sicherung von Nistbäumen gegen Braune Nachtbaumnattern, deren langfristige Ausrottung sowie die Wiederherstellung von Bruthabitaten. Auch andere eingeführte Fressfeinde und Konkurrenten wie Drongos, Katzen, Warane und Ratten sollen eingedämmt oder eliminiert werden. Eine weitere Säule soll die Aufklärung der Bevölkerung der Marianen bilden. Beim derzeitigen Stand wird die nötige Dauer eines erfolgreichen Schutzprogramms auf 50 Jahre geschätzt.